# Otodontidae
Otodontidae es una familia extinta de peces condrictios del orden Lamniformes. Vivieron desde el Paleoceno hasta el Plioceno, e incluyeron géneros como Carcharocles y Otodus. Existe la posibilidad de que los tiburones del género Carcharocles derivan de Otodus, de modo que Cretolamna también pertenecía a este grupo. Algunas especies de odóntidos alcanzaron enormes tamaños, incluyendo al posible miembro Carcharocles megalodon. Estudios filogenéticos realizados en la descripción del género Megalolamna indican que los miembros del género Carcharocles deberían ser reclasificados como parte de Otodus.